# Údlice
Údlice (en allemand : Eidlitz) est une commune du district de Chomutov, dans la région d'Ústí nad Labem, en Tchéquie. Sa population s'élevait à 1 237 habitants en 2021.

## Géographie
Údlice se trouve à 5 km au sud-est du centre de Chomutov, à 49 km au sud-ouest d'Ústí nad Labem et à 81 km au nord-ouest de Prague.
La commune est limitée par Chomutov au nord-ouest, par Pesvice au nord-est, par Všestudy et Bílence à l'est, par Nezabylice et Všehrdy au sud, et par Droužkovice au sud-ouest.

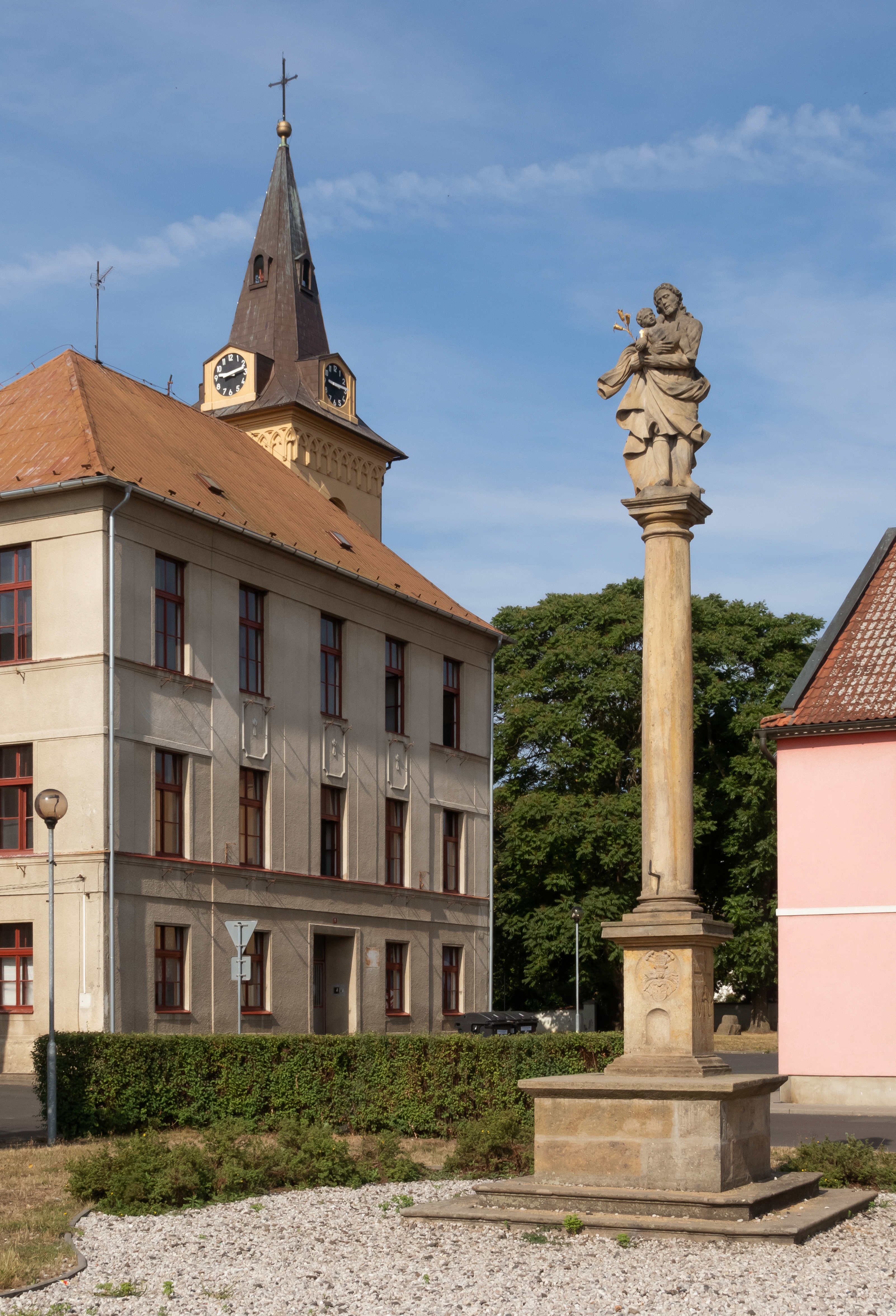
Údlice, colonne avec une statue de Saint Joseph

## Histoire
La première mention écrite du village remonte à 1295.

## Administration
La commune se compose de deux quartiers :
- Přečaply
- Údlice

## Transports
Par la route, Údlice se trouve à 4 km de Chomutov, à 66 km d'Ústí nad Labem et à 97 km de Prague.